# Tom Clancy’s Rainbow Six: Eagle Watch
Tom Clancy’s Rainbow Six: Eagle Watch — расширенное дополнение игры Rainbow Six для Microsoft Windows, включающее пять новых миссий, четырёх новых оперативников, три вида оружия (HK G3A3, HK G36K, .50 Desert Eagle) и новые режимы многопользовательской игры. Дополнение было разработано и издано Red Storm Entertainment в 1999 году. Позже оно было объединено с оригинальной игрой и выпущено под названием Tom Clancy’s Rainbow Six Gold Pack Edition.
Новые миссии не связаны общим сюжетом, однако, примечательно то, что все они посвящены различным достопримечательностям, среди которых Тадж-Махал, Запретный город, Биг-Бен, здание Капитолия США и российский космодром Байконур.
Геймплей не претерпел серьёзных изменений. Разработчики уделили внимание мелочам, среди которых можно отметить движение группы состоящей из пары бойцов «спина к спине», когда замыкающий прикрывает тыл. Также в игре появился «режим наблюдения», когда игрок может наблюдать за процессом полностью доверив выполнение операции искусственному интеллекту. Появилась возможность заставить террориста сдаться: надо выбить оружие из его рук, тогда террорист падет на колени и положит руки за голову, как и заложники.

## Сюжет
| Место действия | Дата и время      | Название операции | Сюжет |
| -------------- | ----------------- | ----------------- | --- |
| Россия         | 10.03.2001, 06:00 | Небольшое крыло   | Террористы захватили российский космодром Байконур и взяли международный экипаж в заложники. |
| Индия          | 19.03.2001, 18:00 | Восход сапфира    | Радикальная индийская сепаратистская группа захватила туристов, посещавших Тадж-Махал и заминировала здание. Террористы требуют образования автономного Сикхского государства на территории Индии.                                                      |
| Лондон         | 26.03.2001, 15:00 | Логово льва       | Ирландские террористы штурмовали здание британского парламента и захватили в плен несколько чиновников. Заложники переведены в часовую башню. Если требования террористов не будут выполнены, бомба взорвется, уничтожив заложников и разрушив Биг-Бен. |
| Китай          | 04.04.2001, 24:00 | Красная молния    | Китайские революционеры похитили туристов в Запретном городе в центре Пекина. Правительство поднебесной предприняло одну неудачную попытку спасти заложников и в итоге попросило помощи.                                                                |
| Вашингтон      | 13.04.2001, 09:00 | Взгляд орла       | Террористы заняли здание капитолия США. В плену оказались два заложника, включая американского сенатора. Также террористы установили бомбу. «Радуге» необходимо разоружить устройство и освободить заложников.                                          |

## Оценки
| Сводный рейтинг    | Сводный рейтинг |
| Агрегатор          | Оценка          |
| ------------------ | --------------- |
| GameRankings       | 73,54 %         |
| Иноязычные издания |                 |
| Издание            | Оценка          |
| GameRevolution     | C               |
| GameSpot           | 7,3/10          |
| IGN                | 8,6/10          |

Дополнение получило положительные отзывы прессы. Средний балл на агрегаторе GameRankings составил 73,54%.